# Amaro Nadal
Carlos Amaro Nadal (Montevideo, 16 maart 1958) is een voormalig  profvoetballer uit Uruguay. Als aanvaller speelde hij clubvoetbal in Uruguay, Colombia en Spanje. Nadal beëindigde zijn actieve carrière in 1989 bij UE Figueres.

## Interlandcarrière
Nadal speelde in totaal negentien officiële interlands voor zijn vaderland Uruguay en scoorde tien keer voor La Celeste. Hij maakte zijn debuut voor de nationale ploeg op 20 februari 1982 in de vriendschappelijke wedstrijd tegen Zuid-Korea (2-2), evenals Enzo Francescoli en Jorge da Silva. Hij scoorde onmiddellijk bij zijn debuut.